# Reiner Lemoine Institut
Das Reiner-Lemoine-Institut (Eigenschreibweise Reiner Lemoine Institut) (RLI) ist ein gemeinnütziges, unabhängiges Forschungsinstitut mit Sitz in Berlin, das wissenschaftliche Fragestellungen rund um das Thema Erneuerbare Energien bearbeitet. Das Institut wurde von der Reiner-Lemoine-Stiftung gegründet, Namensgeber ist Reiner Lemoine, ein deutscher Unternehmer im Bereich der erneuerbaren Energien.

## Geschichte
Das im Februar 2010 von der Reiner Lemoine Stiftung gegründete Reiner Lemoine Institut ist eine 100-prozentige Tochter der Stiftung und nahm im April 2010 seine Arbeit auf. Gründungsgeschäftsführer des Instituts waren Jochen Twele und Peter Kayser, zwei Professoren der Hochschule für Technik und Wirtschaft Berlin (HTW Berlin). Aufgebaut wurde das Institut in unmittelbarer Nähe zur HTW am Standort Oberschöneweide. 2017 zog das RLI in den Wissenschafts- und Technologiepark Berlin-Adlershof um.
Das anfangs aus zwei Geschäftsführern und vier Mitarbeitern bestehende Institut ist mit zunehmender Anzahl von Forschungsprojekten gewachsen und beschäftigt etwa 101 Mitarbeiter, darunter zehn Promovierte, acht Promovenden, gut 40 Hilfskräfte, Praktikanten und Bundesfreiwilligendienstleistende (Stand Januar 2024). Das Forschungsinstitut ist inzwischen als bedeutender Akteur in der deutschen Energiewende anerkannt und unter anderem als Projektpartner in mehreren EU-Projekten zur Energiewende tätig, wie auch federführend bei weiteren großen, öffentlich geförderten Forschungsprojekten in Deutschland. Geleitet wird das Reiner Lemoine Institut seit Februar 2016 von Kathrin Goldammer und zusätzlich seit Januar 2024 von Christine Kühnel, als Doppelspitze in der Geschäftsführung.
Das Institut finanziert sich zu rund 10 Prozent aus Mitteln der Reiner Lemoine Stiftung und zu rund 90 Prozent aus selbst eingeworbenen Drittmitteln. Diese bestehen hauptsächlich aus öffentlichen Fördergeldern auf Landes-, Bundes- und Europaebene sowie aus Forschungsaufträgen und Beratungsleistungen für die öffentliche Hand, Nicht-Regierungs-Organisationen und den Privatsektor. Das Institut ist als gemeinnützig anerkannt und verfolgt keine wirtschaftlichen Ziele.

## Forschungsschwerpunkte

### Ziele und Organisation
Das Reiner Lemoine Institut begreift seine wissenschaftliche Arbeit als Unterstützung für die langfristige Umstellung der Energieversorgung auf erneuerbare Energien. In einer Reihe von öffentlich geförderten Forschungsprojekten setzt sich das Institut aktiv für die Prinzipien von Open Science ein und wendet diese weitgehend an. Hierzu gehört die Entwicklung und Nutzung von Open-Source-Software, Verwendung und Veröffentlichung von Open Data sowie der Bereitstellung von Materialien unter offenen Lizenzen.
Die Forschung am Reiner Lemoine Institut gliedert sich in drei Forschungsbereiche:

### Transformation von Energiesystemen
Der Forschungsbereich Transformation von Energiesystemen modelliert, analysiert und optimiert Energiesysteme mit einem hohen Anteil an Erneuerbaren Energien. Dafür werden größtenteils selbstentwickelte Open-Source-Tools genutzt.

### Mobilität mit Erneuerbaren Energien
Der Forschungsbereich Mobilität mit Erneuerbaren Energien untersucht, wie Alternativen zum Benzin- und Dieselmotor – etwa Batterie- und Brennstoffzellenfahrzeuge oder synthetische Kraftstoffe – ökologisch und ökonomisch sinnvoll in Erneuerbare Energiesysteme eingebunden werden können und welche Ladeinfrastruktur hierfür benötigt wird. Beispiele für das Wirken sind etwa die Forschung an der Integration von Elektrobussen in das Netz der Berliner Verkehrsbetriebe oder die wissenschaftliche Leitung Grid Integration bei der Fachtagung atzlive Electrified Mobility + Grid Integration 2021. Das Unternehmen Localiser RLI GmbH, das Software zur automatisierten Planung von Ladeinfrastruktur für Elektromobilität entwickelt, ist eine Ausgründung dieses Forschungsbereichs.
Von Anfang 2020 bis Anfang 2021 führten Mitarbeiter des Instituts im Auftrag des Berliner Senats eine Studie mit dem Titel Elektromobilität Berlin 2025+ durch. Im Ergebnis entstanden genauere Hinweise, wie viele Ladesäulen pro Bezirk erforderlich sind, um das Ziel Elektromobilität für die deutsche Hauptstadt zu erreichen. Der Senat will bis zum Jahr 2030 dafür rund 12 Millionen Euro bereitstellen. Für den Bezirk Lichtenberg wurden mehr als 250 Ladesäulen empfohlen.

### Off-Grid Systems
Der Forschungsbereich Off-Grid Systems nutzt Geoinformationssysteme, sozio-ökonomische Analysen und Energiesystemmodelle, um den Zugang zu bezahlbarer und sauberer Energie insbesondere in abgelegenen Regionen des Globalen Südens sowie auf geographischen Inseln sicherzustellen (entsprechend der Ziele für nachhaltige Entwicklung der Vereinten Nationen, insbesondere Ziel 7 für nachhaltige und moderne Energie für alle).

## Ausgründungen
Im Jahr 2018 gründete die Geschäftsführerin des Reiner Lemoine Instituts Kathrin Goldammer zusammen mit Oliver Arnhold die Localiser RLI GmbH. Das Unternehmen bietet eine Software zur internationalen Planung von Ladeinfrastruktur, die auf die Kenntnisse aus mehr als 15 Jahren Erfahrung Elektromobilitätsforschung basiert. 2022 wurde im Auftrag der Senatsverwaltung für Wirtschaft, Energie und Betriebe Berlin und Ministerium für Wirtschaft, Arbeit und Energie des Landes Brandenburg der erste Wasserstoffmarktplatz für Berlin und Brandenburg veröffentlicht, der mittlerweile international verfügbar ist. Derzeit (Stand November 2023) ist die Localiser RLI GmbH die einzige DIN-konforme Planungssoftware für Ladeinfrastruktur. Das Unternehmen beschäftigt derzeit 14 Mitarbeiter (Stand Juli 2025).

## Publikationen und Wissenschaftsinfrastruktur

### Überblick
Die Institutsmitarbeiter publizieren regelmäßig ihre wissenschaftlichen Ergebnisse in verschiedenen peer-reviewten Fachzeitschriften, insbesondere im Bereich der Energieforschung.
Darüber hinaus unterstützt das Reiner Lemoine Institut mit wissenschaftlichen Erkenntnissen die Erstellung von Leitdokumenten politischer Institutionen.
Teil des RLI ist zudem ein von der Reiner Lemoine Stiftung finanziertes Graduiertenkolleg, an dem in Kooperation mit verschiedenen Universitäten derzeit fünf Personen (Stand Januar 2024) zu EE-dominierten Energiesystemen promovieren.

### Ausgewählte Publikationen
- Christian Breyer, Alexander Gerlach: Global overview on grid‐parity, Progress in Photovoltaics, Volume 21, Issue 1, Jan. 2013, S. 121–136.
- Caroline Moeller et al.: Transforming the electricity generation of the Berlin–Brandenburg region, Germany Renewable Energy. Band 72, Dezember 2014, S. 39–50.
- Guido Pleßmann, Philipp Blechinger: How to meet EU GHG emission reduction targets? A model based decarbonization pathway for Europe's electricity supply system until 2050 Energy Strategy Reviews. Band 15, März 2017, S. 19–32.
- Guido Pleßmann et al.: Global Energy Storage Demand for a 100% Renewable Electricity Supply Energy Procedia. Band 46, 2014, S. 22–31.
- Ludwig Hülk et al.: Allocation of annual electricity consumption and power generation capacities across multiple voltage levels in a high spatial resolution International Journal of Sustainable Energy Planning and Management. Band 13, 2017.
- Philipp Blechinger et al.: Global analysis of the techno-economic potential of renewable energy hybrid systems on small islands Energy Policy. Band 98, November 2016, S. 674–687.
- Philipp Blechinger et al.: Off-Grid Renewable Energy for Climate Action – Pathways for change Deutsche Gesellschaft für Internationale Zusammenarbeit (GIZ). Dezember 2019.

### Open Science
Das Reiner Lemoine Institut initiiert, betreut und entwickelt gemeinsam mit Partnern wichtige Wissenschaftsinfrastrukturprojekte im Bereich der Open-Science-Energiesystemmodellierung. Dazu gehören das Open Energy Modeling Framework (oemof), die Open Energy Platform (OEP) mit der dazugehörigen Open Energy Database (OEDB), Open-Source-Software für wissenschaftliche Energiesystemmodellierung, sowie die Entwicklung einer gemeinsamen Ontologie für Energiesystemanalysen, die Open Energy Ontology.